# Axel Hägerström

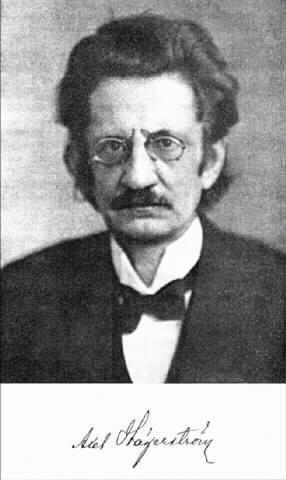
Axel Hägerström

Axel Anders Theodor Hägerström (6 september 1868 – 7 juli 1939) was een Zweeds filosoof.

## Biografie
Hägerström werd geboren in Vireda als zoon van een geestelijke. Hij studeerde aanvankelijk theologie aan de Universiteit van Uppsala, maar verwisselde deze studie na korte tijd voor die van de filosofie. Met het geven van bijlessen voorzag hij in zijn levensonderhoud. Hij werd docent en ten slotte hoogleraar aan de universiteit, een functie die hij tot 1933 bekleedde.

## Analyse van de metafysica
Hägerström verzet zich tegen de metafysica: metafysici baseren zich zijns inziens op een verkeerde notie van de werkelijkheid; het algemene begrip van de werkelijkheid wordt door hen begrepen als iets reëels. Dit is een natuurlijke menselijke vergissing. Volgens Hägerström, daarentegen, is de wereld hetzelfde als het ruimte-tijd-continuüm dat men ervaart; de notie van de werkelijkheid is een veronderstelling voor alle ervaring.

## Analyse van de ethiek
In een beroemde lezing van 1911, Om moraliska föreställningars sanning (Over de waarheid van de morele voorstellingen), zegt Hägerström dat morele waarderingen waar noch onwaar zijn. Het gaat bij waardeoordelen slechts om emoties. Hägerström is daarmee een voorloper van het noncognitivisme (een stroming binnen de ethiek), in het bijzonder het emotivisme. Niet alleen verzet hij zich tegen de gedachte dat objectieve waarden zouden bestaan; ook is er geen vrije wil.
Ook in het geloof is de emotie de centrale factor. De religies hebben de emoties echter verbonden met onjuiste noties (zoals de gedachte dat God als objectieve werkelijkheid zou bestaan en de gevolgen die aan bidden en boetedoening worden toegeschreven).

## Rechtsfilosofie
De grootste bekendheid geniet Hägerström vanwege zijn bijdrage op het gebied van de rechtsfilosofie. Hij stelt dat vele juridische noties metafysisch en magisch zijn en om die reden absurd. In de notie van eigendom, bijvoorbeeld, wordt het eigendom van de eigenaar opgevat als een verbinding tussen de wettelijke grondslag (dat kan bijvoorbeeld een gift of een aankoop zijn) en de wettelijke gevolgen. Deze verbinding kan echter niet met een empirisch gegeven worden gelijkgesteld en het gaat dan ook om een overdracht van metafysische macht. Zo wordt de overdracht van eigendom een overdracht van metafysische macht: een magische procedure. Met zijn benadering had Hägerström grote invloed op denkers als Alf Ross en Karl Olivecrona en zo op het Scandinavisch rechtsrealisme, dat wettelijke verschijnselen empirisch wil benaderen, dus zonder een beroep te doen op metafysica of ethiek.
- Bibsys: 90127915
- Biblioteca Nacional de España: XX1393357
- Bibliothèque nationale de France: cb12983269w (data)
- Catàleg d'autoritats de noms i títols de Catalunya: 981058526731806706
- CiNii: DA03258389
- Gemeinsame Normdatei: 118544454
- International Standard Name Identifier: 0000 0001 2140 3069
- Library of Congress Control Number: n83052805
- Bibliotheek van het Japanse parlement: 00916718
- Nationale Bibliotheek van Tsjechië: jx20110418011
- Nationale bibliotheek van Australië: 35448806
- Nationale Bibliotheek van Israël: 987007313186605171
- Nederlandse Thesaurus van Auteursnamen: 070531153
- LIBRIS: 236317
- SNAC: w6gx8fmz
- Système universitaire de documentation: 053429613
- Trove: 956619
- Virtual International Authority File: 76447459
- WorldCat: E39PBJrm7yCfCMVv9G8PQ3PYT3